# Congregazione di San Giovanni Battista

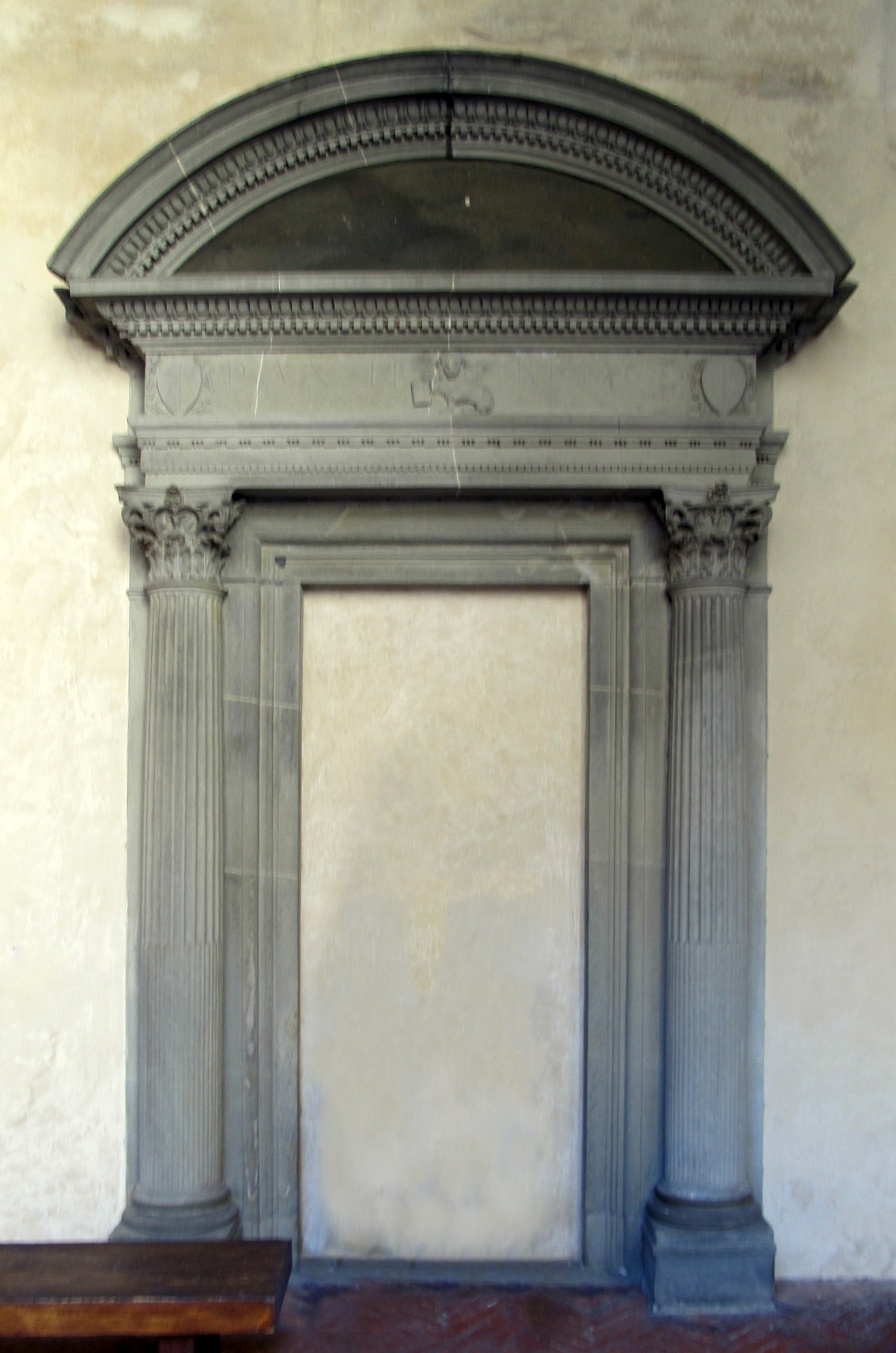
Museo del Bargello, portale della Congregazione di San Giovanni Battista, dall'ex-residenza dell'Arte dei Linaioli

La congregazione di San Giovanni Battista è stata un'antica istituzione pia di Firenze, attiva dal 1701 al 1892.

## Storia
Nel 1700 il gesuita Giovanni Maria Baldigiani e altri religiosi della Congregazione di Gesù Pellegrino chiesero a Cosimo III de' Medici l'autorizzazione a fondare una nuova congregazione per arginare il problema dell'accattonaggio, offrendo ai poveri mendicanti la possibilità di riscattarsi imparando un mestiere e iniziando a guadagnarsi da soli il necessario per vivere, e per chi fosse troppo anziano, inabile o invalido offrire sostegno alimentare e monetario, autorizzandoli con un distintivo alla questua. 
Ottenuto l'appoggio e la volenterosa partecipazione dello stesso granduca, la congregazione venne fondata il 13 gennaio 1701, con dedica al patrono di Firenze, Giovanni Battista, e divenne operativa il 1º febbraio di quello stesso anno. La prima sede fu la residenza dell'Arte dei Medici e Speziali in via Pellicceria (oggi distrutta). Nel primo statuto si stabiliva un numero di settantadue deputati, scelti tra il fiore dei ceti nobili, ecclesiastico e cittadino (dodici per sestiere), presieduti dall'arcivescovo di Firenze e dallo stesso Baldigiani. Ogni due mesi se ne estraevano due per ogni zona a comporre una deputazione di dodici che si riuniva ogni mercoledì e deliberava sulla gestione dell'attività caritatevole. Fin dall'istituzione, alcuni nobili membri organizzarono delle manifatture in cui impiegare e istruire gli indigenti, a cui si affiancò l'attività di Virginia Corsini-Orlandini, vedova di Ulissa da Verrazzano, che istruì personalmente nella sua casa un gruppo di donne ai lavori d'ago e di maglieria. Per chi si rifiutava il lavoro, pur abile, un decreto del 1703 stabilì la pena della reclusione, che aveva luogo in una torre messa a disposizione dall'Arte dei Mercatanti in piazza di Sant'Andrea in Mercato Vecchio. 
Quell'anno ricevette anche una sede in piazza dei Tre Re, nel palazzo dell'Arte dei Beccai, con accesso anche dalla via di Orsanmichele, e nel 1721 le venne concessa l'antica Residenza dell'Arte dei Linaioli e Rigattieri. Per finanziarsi, la congregazione raccoglieva elemosine in tutte le parrocchie cittadine (una buca resta in via dell'Anguillara, presso il complesso di San Firenze), sovvenzioni e rendite da terreni, immobili e beni in gestione. 
Nel 1731, con le riforme di Gian Gastone, gli statuti vennero rinnovati. 
Sopravvisse con alti e bassi alle soppressioni di Pietro Leopoldo, all'occupazione francese e all'Unità d'Italia, ma col Regio Decreto dell'11 dicembre 1892 venne fatta confluire nella Congregazione di carità del Comune di Firenze.